# اوکریشکی
اوکریشکی (به چکی: Okříšky) یک منطقهٔ مسکونی در جمهوری چک است که در منطقه تربیچ واقع شده‌است. اوکریشکی ۶٫۵۸ کیلومتر مربع مساحت و ۲٬۰۶۵ نفر جمعیت دارد و ۴۷۲ متر بالاتر از سطح دریا واقع شده‌است.